# Sytuacja prawna i społeczna osób LGBT w Botswanie

Położenie Botswany

Lesbijki, Geje, Osoby Biseksualne i Transpłciowe (LGBT) w Botswanie mogą napotkać problemy prawne, których nie mają osoby niebędące osobami LGBT. Akty seksualne (zarówno kobiet, jak i mężczyzn) tej samej płci są legalne w Botswanie od 11 czerwca 2019 r. po jednomyślnym orzeczeniu Sądu Najwyższego Botswany.

## Historia
Tak jak w większości przyszłych krajów afrykańskich homoseksualizm był akceptowany. Do dziś istnieje wiele malowideł i rysunków skalnych przedstawiający seks analny pomiędzy mężczyznami.
Po zajęciu Botswany przez Brytyjczyków stosunki seksualne między osobami tej samej płci stały się nielegalne. Zapisy penalizujące homoseksualizm pozostały w prawie Botswany aż do 2019 roku.

## Ochrona prawna przed dyskryminacją
Od 2010 w prawie Botswany widnieje przepis zakazujący dyskryminacji ze względu na orientację seksualną.

## Uznanie związków osób tej samej płci oraz adopcja dzieci
Pary będące tej samej płci nie mogą w Botswanie wziąć ślubu bądź zawrzeć związku partnerskiego, ani wspólnie adoptować dziecka.

## Inne Trudności
Mężczyźni mający kontakty seksualne z mężczyznami (MSM) nie mogą oddawać krwi, osoby LGBT+ nie mogą także służyć w wojsku.

## Transpłciowość
Sąd najwyższy w 2017 r. orzekł, że osoby transpłciowe mają konstytucyjne prawo do zmiany płci prawnej.

## Życie osób LGBT w kraju
Warunki życia osób LGBTQIA+ znacząco odbiegają od standardów krajów Ameryki Północnej oraz Europy, lecz są o wiele lepsze w porównaniu z innymi krajami afrykańskimi. W XXI wieku homoseksualizm, biseksualizm i transpłciowość powoli przestają być tematem tabu.
We wrześniu 2016 roku, odpowiadając na deportację z Botswany amerykańskiego homofobicznego pastora Stevena Andersona, prezydent Seretse Ian Khama powiedział następujące słowa „Nie chcemy mowy nienawiści w tym kraju. Niech robi to we własnym kraju”. 
Sąd Najwyższy w Botswanie stoi na czele praw osób LGBT w kraju. Główną organizacją na rzecz praw osób LGBT+ jest tam LEGABIBO - została ona uznana przez Sąd Najwyższy Botswany w 2016 roku.
Sondaż opinii publicznej Afrobarometer z 2016 r. wykazał, że 43% respondentów z zadowoleniem przyjęłoby lub nie przeszkadzałoby posiadanie homoseksualnego sąsiada, co jest znacznie powyżej średniej dla badanych krajów.